# 69A busz (Budapest)
A budapesti 69A jelzésű autóbusz Rákoskeresztúr, városközpont és Rákoscsaba, Színes utca között közlekedett. A vonalat a Budapesti Közlekedési Zrt. üzemeltette.

## Története
1972. november 8-án 69A jelzéssel új betétjáratot indítottak a rákoskeresztúri elágazás és a Színes utca között. 1977. augusztus 1-jén végállomását áthelyezték az új buszvégállomásra (Rákoskeresztúr, városközpont). 2002. szeptember 30-ától Ikarus 280-as csuklós buszok közlekedtek a vonalon. A járat a 69-es busszal együtt 2008. szeptember 5-én megszűnt, helyét az új 169E busz vette át, mely Rákoskeresztúr, városközponttól gyorsjáratként az Örs vezér teréig közlekedik. A Lemberg utcai kitérőt a 162-es busz teszi meg helyette.

## Útvonala
| Rákoscsaba, Színes utca felé: | Rákoskeresztúr, városközpont felé: |
| --- | --- |
| Rákoskeresztúr, városközpont vá. – Pesti út – Csabai út – Péceli út – Lemberg utca – Csabagyöngye utca – Zrínyi utca – Péceli út – Rákoscsaba, Színes utca vá. | Rákoscsaba, Színes utca vá. – Péceli út – Zrínyi utca – Csabagyöngye utca – Lemberg utca – Péceli út – Csabai út – Pesti út – Rákoskeresztúr, városközpont vá. |

## Megállóhelyei
| 0  | Rákoskeresztúr, városközpont végállomás  | 12 | 46, 61, 61E, 62, 69, 80, 97, 98, 161, 162, 198, 297, Keresztúr |
| 1  | Ferihegyi út                             | ∫  | 46, 61, 61E, 62, 69, 80, 97, 98, 161, 162, 198, 297, Keresztúr |
| 3  | Szárny utca (↓) Érpatak utca (↑)         | 11 | 69, 161, 162                                                   |
| 4  | Szabadság sugárút                        | 10 | 69, 161, 162                                                   |
| 5  | Lemberg utca (↓) Péceli út (↑)           | 8  | 69, 161, 162                                                   |
| 6  | Csabagyöngye utca (↓) Lemberg utca (↑)   | 7  |                                                                |
| 7  | Óvónő utca                               | 6  |                                                                |
| 8  | Alsódabas utca (↓) Csabagyöngye utca (↑) | 5  | 161, 162                                                       |
| 9  | Csaba vezér tér                          | 4  | 69, 161, 162                                                   |
| 10 | Temető utca (↓) Czeglédi Mihály utca (↑) | 3  | 69                                                             |
| 11 | Pöröly utca (↓) Battonya utca (↑)        | 2  | 69                                                             |
| 12 | Ebergény utca (↓) Rizskalász utca (↑)    | 1  | 69                                                             |
| 13 | Rákoscsaba, Színes utca végállomás       | 0  | 69                                                             |